# ブルガン油田

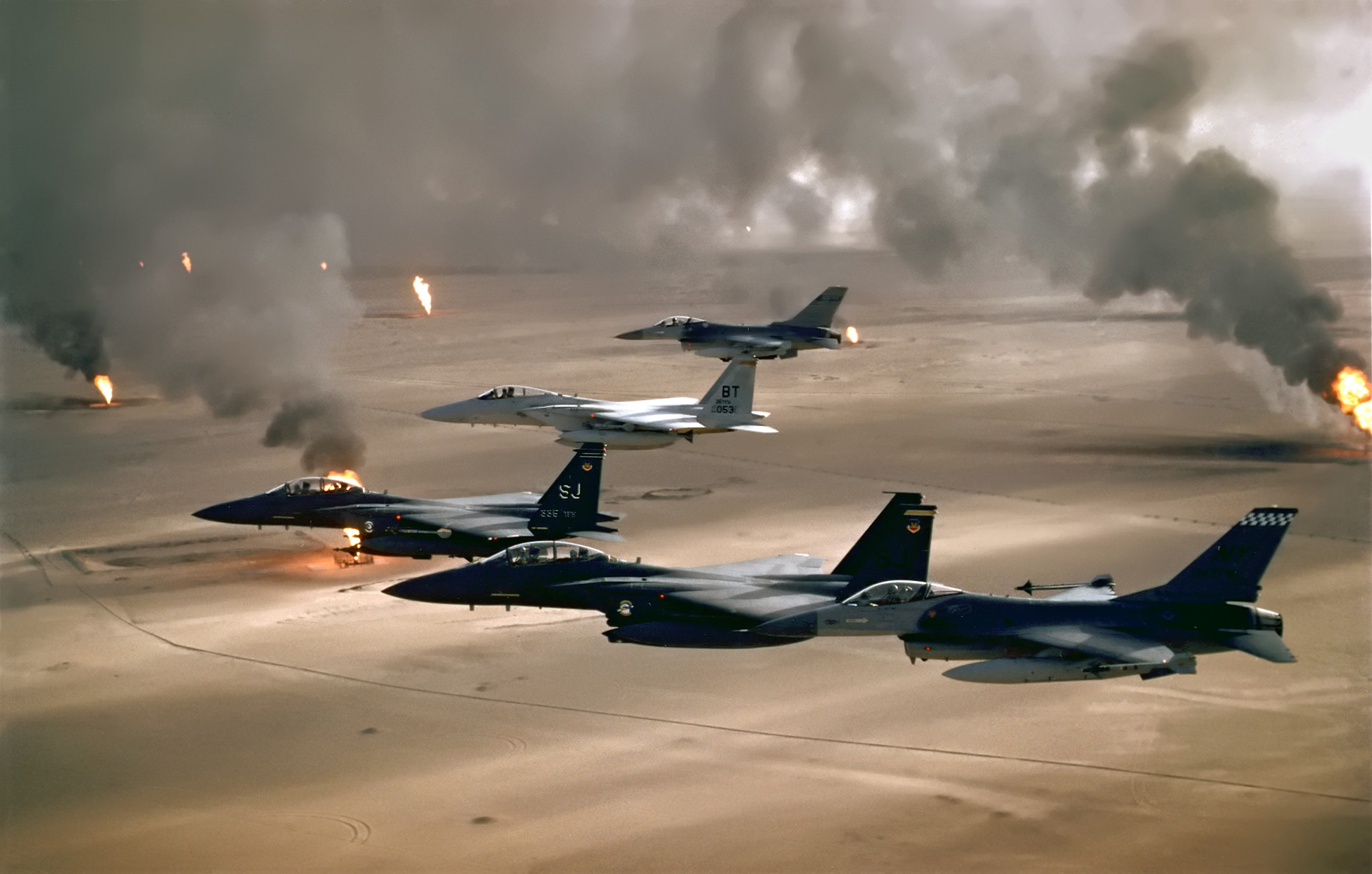
湾岸戦争でイラクに放火されたブルガン油田設備群とアメリカ空軍の戦闘機

ブルガン油田（ブルガンゆでん、アラビア語: حقل برقان Haql Burqān、英語: Burgan Field）とは、1938年に確認されたクウェート南部にある油田。確認原油埋蔵量約600億バレルを持つ、世界第2位の規模の油田である。商業生産の開始は1946年。発見当時その途方も無い巨大さから世界の原油市況に影響を与えるのを恐れて大きさに関する情報が一時伏せられたといわれる。この油田の発見によってクウェートは第二次世界大戦後しばらくは世界最大の原油埋蔵量を誇っていた。
生産量は生産調整によって上下するが、上限は180万バレル/日程度のようである。サウジアラビアにある世界最大のガワール油田と違い、現在でも原油が地表に自噴することから、生産が非常に容易な巨大油田である。
この油田の発見によりクウェートは世界の主要な産油国となるが、1991年の湾岸戦争の際イラク軍によってブルガン油田をはじめとしたクウェートの石油施設は甚大な被害を受け、国内9つの油田で合計30億バレルの原油を失った。
ブルガン油田が発見される以前、ムバラク大首長初めサバーハ家では1913年当時から油田の兆候に気付いていたらしく、1913年10月27日にインド総督に出した手紙の中でブルガンに見られるチャンスについて触れている。